# Пышненковский сельский совет (Зеньковский район)
Пышненковский сельский совет (укр. Пишненківська сільська рада) — входит в состав
Зеньковского района
Полтавской области
Украины.
Административный центр сельского совета находится в 
с. Пышненки.

## Населённые пункты совета
- с. Пышненки
- с. Петро-Анновка
- с. Саранчовка
- с. Тимченки

## Ликвидированные населённые пункты совета
- с. Зезекалы
- с. Холодовщина